# Honor
«Гонор», пол. Honor — польський рок-гурт, який сповідував неонациську та язичницьку ідеологію. Створений 1989 року у Гливицях. Вокалістом був Маріуш Щерскі. До 1999 року гурт грав класичний RAC (Rock against communism, укр. Рок проти комунізму), пізніше перейшли на язичницький метал. У січні 2002 року вокаліста Маріуша Щерського заарештували за пропаганду націонал-соціалізму та антисемітизму. Після його смерті в автомобільній катастрофі у 2005 році гурт припинив виступи.

## Дискографія

### Альбоми
- 1991 Biały Front
- 1992 Cena Idei
- 1993 Urodzony Białym
- 1993 W dzień triumfu nad złem
- 1994 Stal zemsty
- 1995 Droga bez odwrotu
- 1998 Ogień ostatniej bitwy
- 1999 To Survive for Victory 1989-1999 Vol.1
- 1999 To Survive for Victory 1989-1999 Vol.2
- 2000 W płomieniach wschodzącej siły
- 2000 Raiders of Revenge (спліт з Graveland)
- 2001 Honor (EP)
- 2001 W dzień triumfu nad złem (Reedycja)
- 2002 In the Flames of Rising Power
- 2004 Urodzony Białym (Reedycja)
- 2004 The Fire of the Final Battle (Reedycja)
- 2006 Live Unplugged
- 2009 Dwadzieścia lat pod sztandarem Orła 1989—2009

### Збірки
- 1994 Oi! dla Ojczyzny Vol.1
- 1995 Skinheads
- 2001 Day of the Rope Vol.1
- 2001 For All White Nationalists
- 2002 Głos Słowiańskiej Dumy Vol.1